# イーラム人民民主党
イーラム人民民主党（イーラムじんみんみんしゅとう、タミル語: ஈழ மக்கள் ஜனநாயகக் கட்சி, シンハラ語: ඊළාම් ජනතා ප්‍රජාතන්ත්‍රවාදී පක්ෂය, 英語: Eelam People's Democratic Party、略称：EPDP）はスリランカのタミル人政党。与党連合スリランカ人民自由同盟（SLPFA）に加盟している。党首は現漁業大臣のダグラス・デバナンダ。

## 背景
党首のダグラス・デバナンダは初期のスリランカ・タミル軍事組織イーラム革命学生機構（EROS）の創設メンバーであった。1980年、EROSはK・パトゥマナバ派とヴァラタラジャ・ペルマル派に分裂し、デバナンダは新たに結成されたイーラム人民革命解放戦線（EPRLF）に参加した。その後1986年にはEPRLF指導者のパトゥマナバとデバナンダの間に対立が生じ、EPRLFは2派に分裂した。翌年、ダグラス派がEPRLFを脱退し、タミル・イーラム人民解放機構（PLOTE）から同様に離脱したパランタン・ラジャンらと共にイーラム国民民主解放戦線（ENDLF）を結成した。しかし、このENDLFもインド人との協力を巡ってデバナンダとラジャンの間に対立が生じ、その後分裂した。その際、インドのマドラス（現チェンナイ）で生活していたデバナンダが結成したのがイーラム人民民主党（EPDP）である。

### 誘拐・恐喝
EPEPは資金不足に苦しんでおり、デバナンダは資金調達のためマドラスに住むスリランカ・タミルを誘拐し、金をゆすりとった。1989年には10歳の少年を誘拐した容疑でデバナンダ以下25名がインド警察によって逮捕され、収監された。彼は保釈金を払い、釈放された。1990年には暴動を煽動したこととヴァラヴァンと呼ばれる人を脅した容疑でマドラスの警察が捜査を始めた。同年、デバナンダはスリランカへと帰った。

## 政府との協力
1990年、デバナンダはコロンボに到着した。スリランカの情報組織の取り計らいで、デバナンダとスリランカ国防副大臣との会談が用意された。デバナンダはEPDPをスリランカ政府の監督下に入れる代わりにタミル・タイガーから守ってもらうように要請し、政府はこれを受け入れた。そして、EPDPは準軍事組織に変更となった。これにより、デバナンダはタミル人を裏切り、敵と通じたとして非難を受けた。
スリランカとインド中のEPDP幹部がコロンボに集結し、政府はEPDPに対して財政支援を与えた。政府の支援を受けたEPDPはタイガーの撤退後にジャフナ半島を管理した。EPDPは半島にある島々を利用してスリランカとインドの間の交易を行なった。これには税金が課せられ、コロンボに住むタミル人は金をゆすり取られた。
1993年1月1日、コロンボのコタヘーナにあるプレミル・スポーツ・クラブからセルヴァクマルという男性が拉致された。彼はEPDPの元支援者であったがデバナンダの運転する車に乗せられて彼の家まで連れ去られた。彼はデバナンダの家にある牢獄に他の人々と一緒に拘禁された。セルヴァクマルは拷問され、EPDPは彼の家族から金をゆすり取ろうとした。
EPDPは武力闘争を放棄してスリランカの民主的手続きに参加したと主張した。しかし、軍事部門の活動は正確には記録されていない。

## 政党として

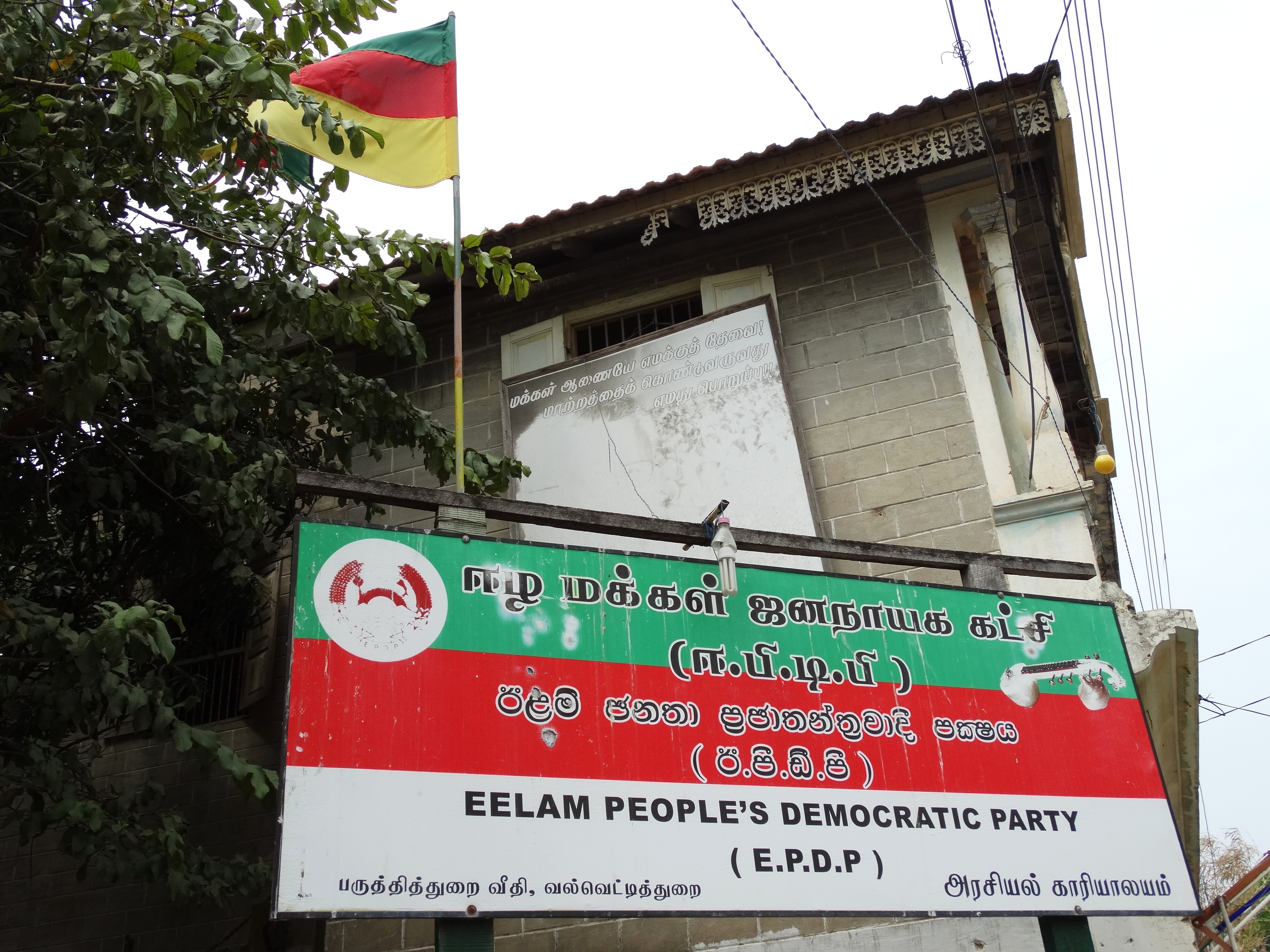
ヴェルヴェッティトライにあるEPDP地方事務所

1994年、デバナンダ率いるEPDPは初めて国会選挙に参戦した。ジャフナ選挙区から立候補したEPDPであったが、当時多くの地域はタミル・タイガーの占領下にあり、それらの地域では投票がなされなかった。そのため、EPDPはたった10,744票（うち9,944票はEPDP支配地域の票）で9議席を獲得した。デバナンダもわずか2,091票で当選し、全国区でも当選した。

### 選挙結果
| 年   | 得票数 | 得票率（%） | 獲得議席数 | 増減 | 所属政党連合             | 与党/野党 |
| ---- | ------ | ----------- | ---------- | ---- | ------------------------ | --------- |
| 1994 | 10,744 | 0.14%       | 9 / 225    | 9    | 人民連合（PA）           | 与党      |
| 2000 | 50,890 | 0.59%       | 4 / 225    | 5    | 人民連合（PA）           | 与党      |
| 2001 | 72,783 | 0.81%       | 2 / 225    | 2    | 人民連合（PA）           | 野党      |
| 2004 | 24,955 | 0.27%       | 1 / 225    | 1    | 統一人民自由同盟（UPFA） | 与党      |